# Lumidee
Lumidee Cedeño (født 24. august 1984 i Spanish Harlem, USA) er en kvindelig amerikansk R&B sangerinde, sangskriver, og rapper.
Hun har været aktiv siden 2003, og udgav i 2006 hit-singeln Dance sammen med Fatman Scoop. Sangen er en version af Whitney Houstons nummer I Wanna Dance With Somebody.

## Diskografi

### Album
- 2003: Almost Famous
- 2007: Unexpected

### Singler
- 2003: "Never Leave You (Uh Oooh, Uh Oooh)"
- 2003: "Crashin' A Party" (featuring N.O.R.E.)
- 2005: "Sientelo" (Speedy feat. Lumidee)
- 2006: "Dance!" (Goleo VI presents Lumidee feat. Fatman Scoop)
- 2006: "Maz Maiz" (N.O.R.E. feat Lumidee, Fat Joe, Lil Rob, Chingo Bling, Big Mato, Nina Sky, Negra of LDA)
- 2007: "She's Like The Wind" (featuring Tony Sunshine)
- 2007: "Crazy" (featuring (featuring Pitbull)
- 2007: "Feel Like Makin' Love" (featuring Shaggy)
- 2007: "Could Be Anything"